# Giovanni Maria Bernardoni

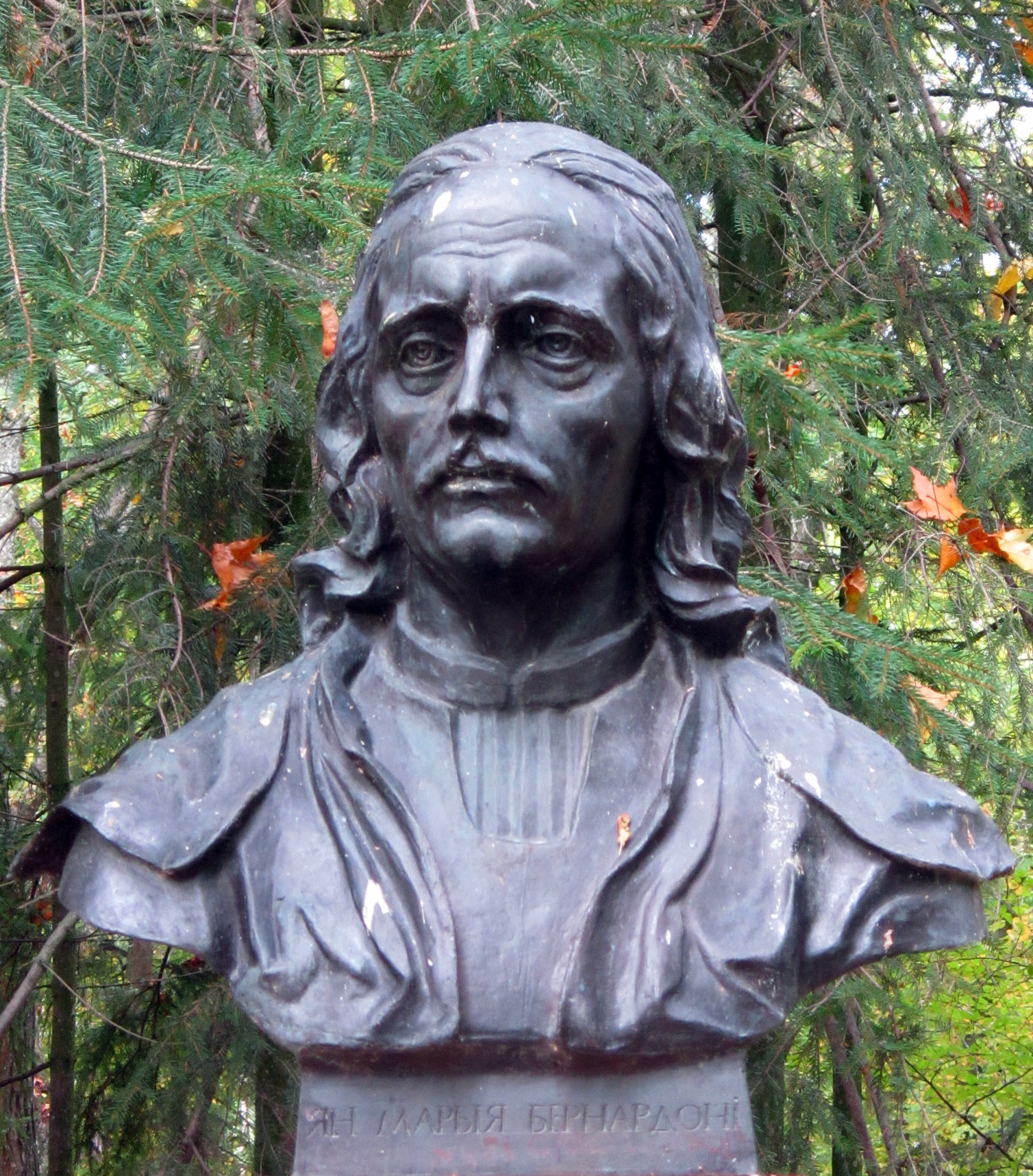
Büste von Bernardoni im Stadtpark von Njaswisch

Giovanni Maria Bernardoni (* 1541 in Cagno; † 1605 in Krakau) war ein italienischer Jesuit und Architekt, der den Barockstil nach Polen und ins Großfürstentum Litauen brachte.

## Leben
Giovanni Maria Bernardoni wurde 1541 im norditalienischen Cagno geboren. Er arbeitete bis zu seinem 23. Lebensjahr als Steinmetz und ging dann 1564 nach Rom, um dort dem Jesuitenorden beizutreten und Architekt zu werden. Der Orden schickte ihn zum Bau der Hauptkirche des Ordens, der Kirche Il Gesù, wo er sechs Jahre arbeitete. Die Architektur von Il Gesù beeindruckte ihn nachhaltig und Elemente der Kirche lassen sich in vielen Bauten Bernardonis finden. Der Bau stand unter der Aufsicht des italienischen Architekten und Jesuitenpaters Giovanni Tristano. Ab 1571 arbeitete Bernardoni beim Bau von Kirchen in den Abruzzen, in Mailand, Florenz und Neapel. Um 1578 arbeitete Bernardoni auf Sardinien, wo er insbesondere am Bau der Kirche San Michele in Cagliari beteiligt war.
1583 schickte ihn der Generalobere des Jesuitenordens in das Großfürstentum Litauen, weil der Großmarschall von Litauen Mikołaj Krzysztof Radziwiłł um einen Architekten gebeten hatte. Doch Bernardoni wurde bei der Anreise in Lublin von dem Rektor des Danziger Jesuitenkollegs, Christopher Warschewizki, aufgehalten. Bernardoni blieb drei Jahre und half beim Bau der Jesuitenschule und der Kirchen in Poznań und Kalisz sowie bei der Restaurierung des Klosters des Erlöserordens in Danzig.

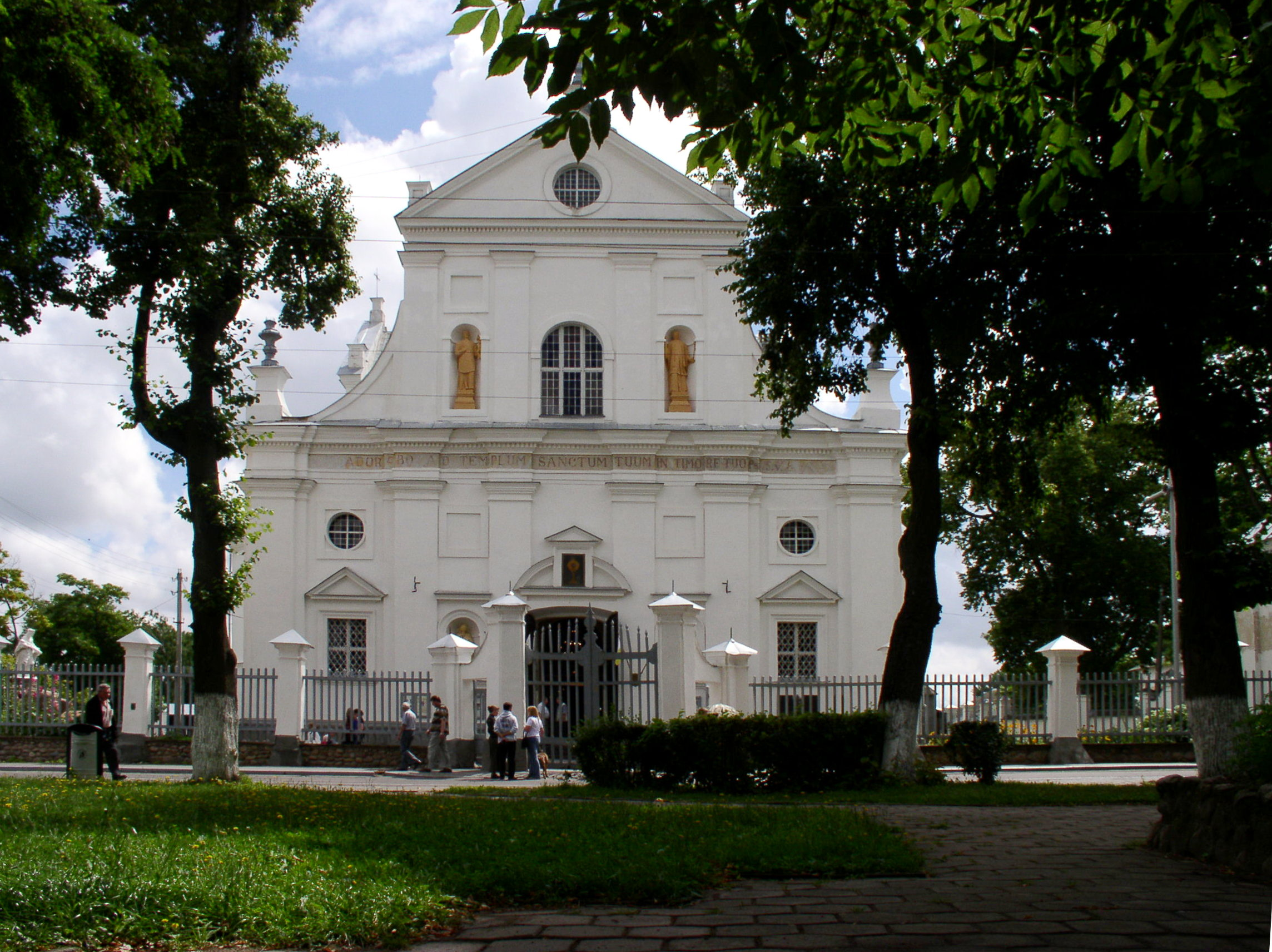
Corpus-Christi-Kirche in Njaswisch

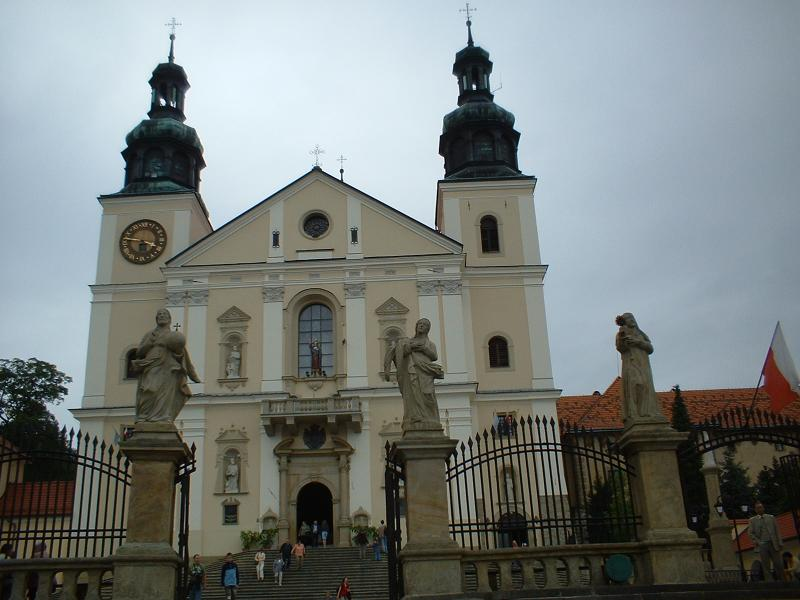
St.-Bernard-Kloster in Kalwaria Zebrzydowska

Nachdem Radziwiłł den Jesuitenorden erneut eindringlich um die Entsendung eines Architekten gebeten hatte, kam Bernardoni 1586 nach Njaswisch, wo er 13 Jahre blieb. Der Architekt beaufsichtigte die Arbeiten an der Jesuitenschule Njaswisch, die gerade begonnen hatten. Das Projekt war in Rom von Giovanni de Rossi geplant worden und Bernardoni musste nur noch kleinere Korrekturen vornehmen. Außerdem plante er den Bau der Jesuitenkirche in der Stadt und beaufsichtigte auch die Ausführung bis zur Fertigstellung im Jahr 1593. Die Jesuitenkirche von Njaswisch gilt als erste barocke Kirche auf dem Gebiet von Polen-Litauen.

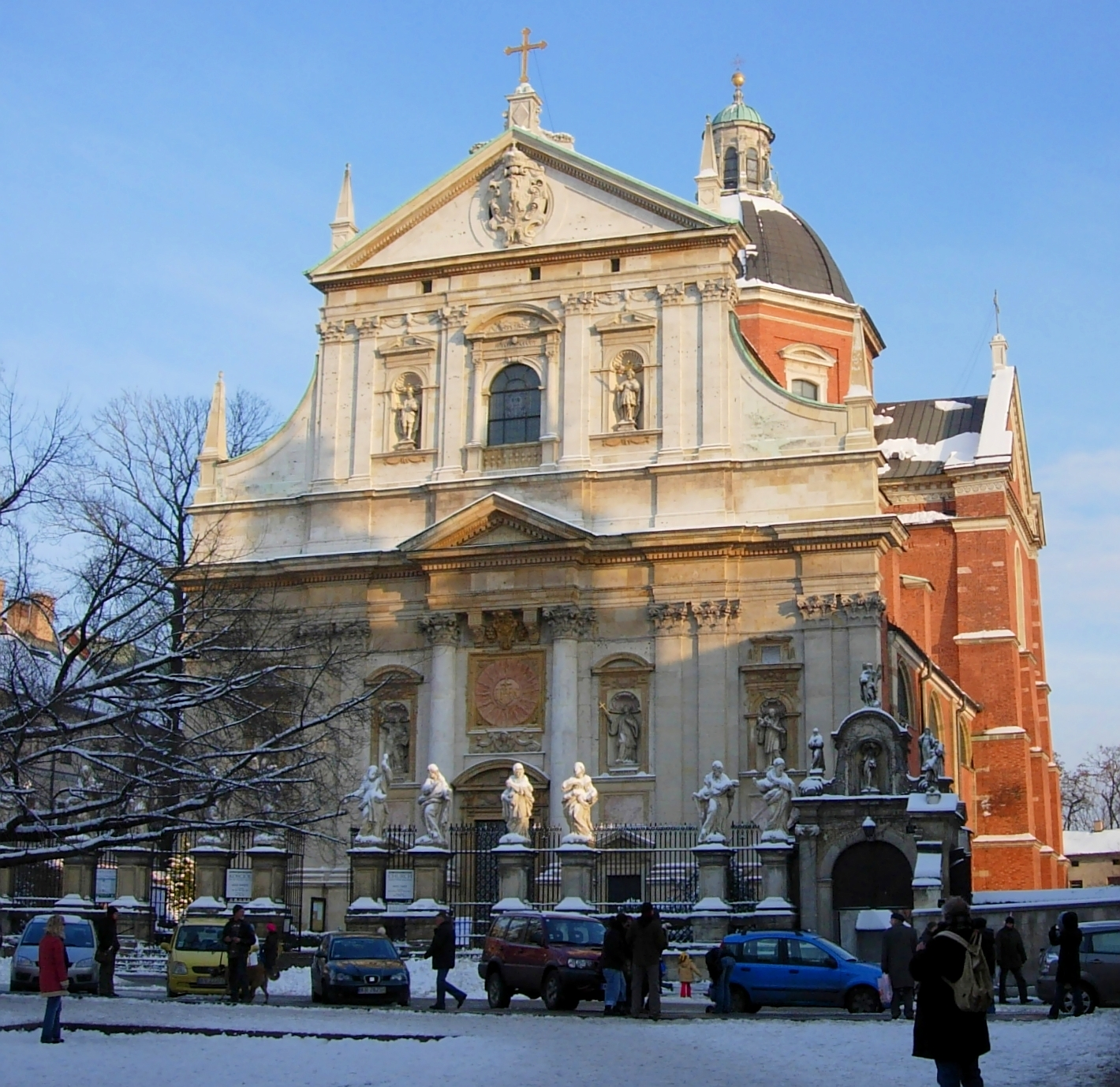
St.-Peter-und-Paul-Kirche

Nach der Fertigstellung der Kirche von Njaswisch ging Bernardoni 1599 nach Krakau, um beim Bau der St.-Peter-und-Paul-Kirche zu helfen. Außerdem stammen die Pläne für das St.-Bernard-Kloster in Kalwaria Zebrzydowska und die Kirche St. Kasimir in Vilnius von ihm. 1605 stürzten Teile der Kirche St. Peter and Paul ein, weil das Fundament nachgab. Dieses stammte allerdings noch von einem anderen Architekten. Bernardoni ordnete an, dass das Fundament eingegraben werden und die Mauern verstärkt werden müssten. Er starb kurz vor der Beendigung der Arbeiten im Jahr 1605.

## Bedeutende Werke
- 1592–1617: Johanneskathedrale in Lublin
- 1587–1593: Corpus-Christi-Kirche in Njaswisch
- 1597–1619: St.-Peter-und-Paul-Kirche in Krakau
- 1603–1609: Kloster mit Marien-Basilika in Kalwaria Zebrzydowska